# Mircea Grosaru
Mircea Grosaru, född 30 juni 1952 i Buhuși i Bacău, död 3 februari 2014 i Suceava, var en rumänsk politiker. Han representerade den italienska minoriteten i Rumänien i deputeradekammaren i Rumäniens parlament från 2004 fram till sin död.
Grosaru avled i hjärtinfarkt.